# Ekaterina Puzanova
Ekaterina Puzanova (Rusia, 1 de enero de 1979) es una atleta rusa retirada especializada en la prueba de 1500 m, en la que consiguió ser campeona europea en pista cubierta en 2002.

## Carrera deportiva
En el Campeonato Europeo de Atletismo en Pista Cubierta de 2002 ganó la medalla de oro en los 1500 metros, con un tiempo de 4:06.30 segundos, por delante de la rumana Elena Iagăr y de la bielorrusa Alesia Turava (bronce con 4:07.69 segundos).